# Survivor Series (2004)
Survivor Series 2004 est le dix-huitième Survivor Series, pay-per-view annuel de catch produit par la World Wrestling Entertainment. Il s'est déroulé le 14 novembre 2004 au Gund Arena de Cleveland, Ohio.

## Résultats
- Sunday Night Heat match : La Résistance (Sylvain Grenier et Robert Conway) def. The Hurricane et Rosey pour conserver le World Tag Team Championship (4:59)
  - Conway a réalisé le compte de trois sur Hurricane.
- Spike Dudley def. Billy Kidman, Chavo Guerrero, et Rey Mysterio dans un Fatal Four-Way match pour conserver le WWE Cruiserweight Championship (9:09)
  - Spike a réalisé le compte de trois sur Chavo après que Billy Kidman a réalisé un Springboard Leg Drop sur Chavo.
- Shelton Benjamin def. Christian (w/Tyson Tomko) pour conserver le WWE Intercontinental Championship (13:23)
  - Benjamin a effectué le tombé sur Christian après un T-Bone Suplex.
- (4 contre 4) Survivor Series match: Team Guerrero (Eddie Guerrero, The Big Show, Rob Van Dam, et John Cena) def. Team Angle (Kurt Angle, Carlito, Luther Reigns et Mark Jindrak) (w/Jesús) (12:26)

| Élimination # | Catcheur                                               | Équipe                                                 | Éliminé par                                            | Manière                                                   | Temps                                                  |
| ------------- | ------------------------------------------------------ | ------------------------------------------------------ | ------------------------------------------------------ | --------------------------------------------------------- | ------------------------------------------------------ |
| 1             | Carlito                                                | Team Angle                                             | Personne                                               | Chassé de l'aréna par Cena avant que le match ne commence | 0:00                                                   |
| 2             | Rob Van Dam                                            | Team Guerrero                                          | Kurt Angle                                             | Tombé sur un Roll-up en utilisant les cordes              | 8:45                                                   |
| 3             | Mark Jindrak                                           | Team Angle                                             | Eddie Guerrero                                         | Tombé sur un Roll-up en utilisant les cordes              | 9:10                                                   |
| 4             | Luther Reigns                                          | Team Angle                                             | Big Show                                               | Tombé après un Chokeslam                                  | 10:20                                                  |
| 5             | Kurt Angle                                             | Team Angle                                             | Big Show                                               | Tombé après un FU et un Frog Splash                       | 12:26                                                  |
| Survivants :  | Eddie Guerrero, Big Show, et John Cena (Team Guerrero) | Eddie Guerrero, Big Show, et John Cena (Team Guerrero) | Eddie Guerrero, Big Show, et John Cena (Team Guerrero) | Eddie Guerrero, Big Show, et John Cena (Team Guerrero)    | Eddie Guerrero, Big Show, et John Cena (Team Guerrero) |
- Undertaker def. Heidenreich (w/Paul Heyman) (15:58)
  - Undertaker a effectué le tombé sur Heidenreich après un Tombstone Piledriver.
- Trish Stratus def. Lita par disqualification pour conserver le WWE Women's Championship (1:24)
  - Lita était disqualifié pour avoir attaqué Stratus avec une chaise.
- John "Bradshaw" Layfield (w/Orlando Jordan) def. Booker T pour conserver WWE Championship (14:43)
  - JBL a effectué le tombé sur Booker après l'avoir frappé avec la ceinture pendant que l'arbitre était inconscient.
- (4 contre 4) Survivor Series match: Team Orton (Randy Orton, Chris Benoit, Chris Jericho & Maven) def. Team Triple H (Triple H, Edge, Batista, et Snitsky) (24:31)

| Élimination # | Catcheur                 | Équipe                   | Éliminé par              | Manière                                                                           | Temps                    |
| ------------- | ------------------------ | ------------------------ | ------------------------ | --------------------------------------------------------------------------------- | ------------------------ |
| 1             | Chris Benoit             | Team Orton               | Edge                     | Tombé après un Pedigree de HHH                                                    | 7:24                     |
| 2             | Batista                  | Team Triple H            | Chris Jericho            | Tombé après que Orton l'a frappé avec la ceinture suivi d'un Enzuigiri de Jericho | 10:39                    |
| 3             | Gene Snitsky             | Team Triple H            | Personne                 | Disqualifié pour avoir frappé Maven avec une chaise                               | 16:05                    |
| 4             | Maven                    | Team Orton               | Triple H                 | Tombé après le coup de chaise                                                     | 16:50                    |
| 5             | Chris Jericho            | Team Orton               | Edge                     | Tombé après un Spear                                                              | 19:04                    |
| 6             | Edge                     | Team Triple H            | Randy Orton              | Tombé après un RKO                                                                | 22:59                    |
| 7             | Triple H                 | Team Triple H            | Randy Orton              | Tombé après un RKO                                                                | 24:31                    |
| Survivant :   | Randy Orton (Team Orton) | Randy Orton (Team Orton) | Randy Orton (Team Orton) | Randy Orton (Team Orton)                                                          | Randy Orton (Team Orton) |
- - Grâce à leur victoire, la Team Orton prenait le contrôle de RAW pour quatre semaines.
  - Pendant le match, Ric Flair a été renvoyé des abords du ring après avoir empêché Chris Jericho de porter son Lionsault